# Tanto monta, monta tanto, Isabel como Fernando

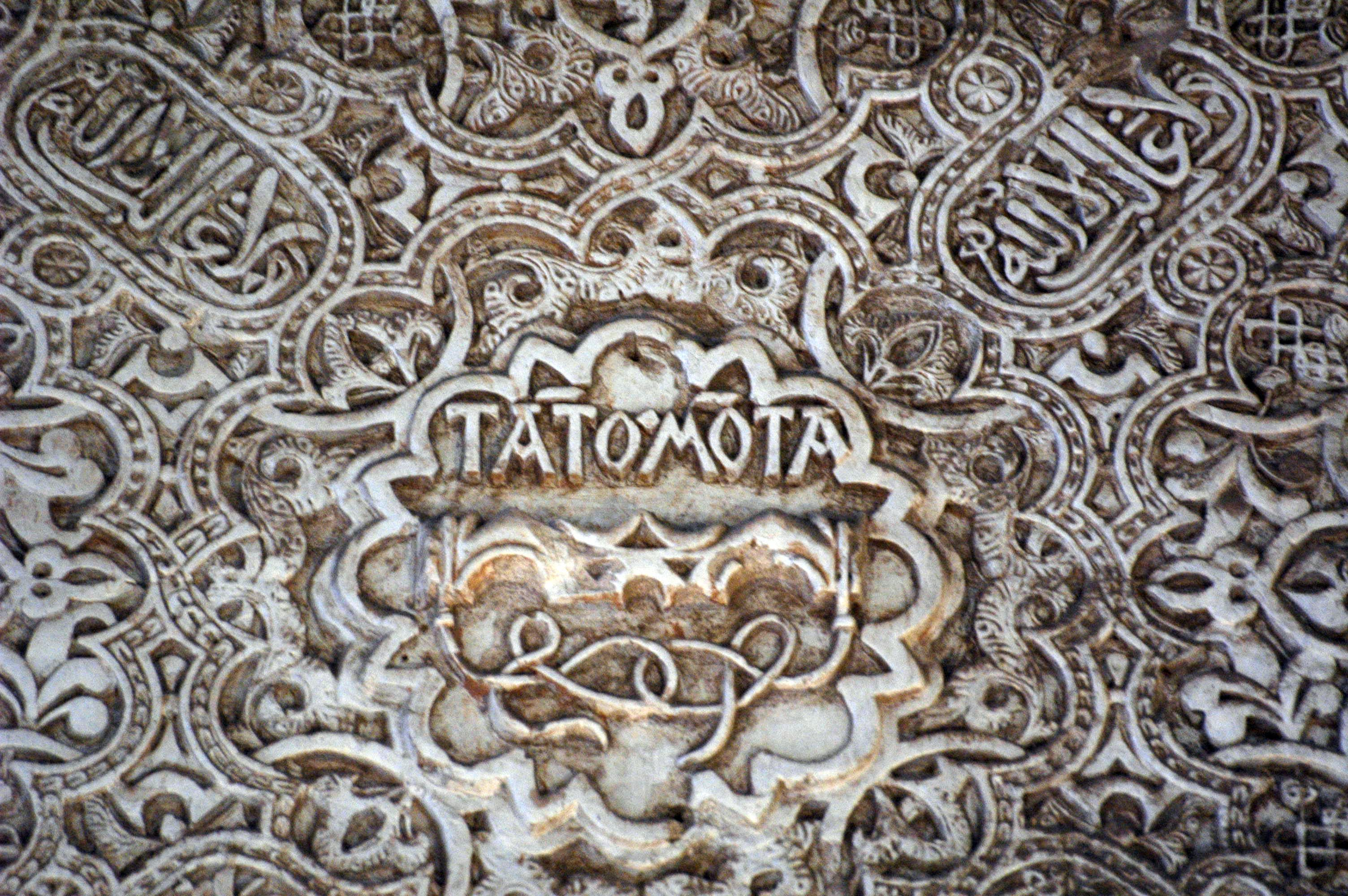
Напис "Tãto mõta" ("tanto monta") у палаці Альгамбра в Гранаді

Герб Фердинанда ІІ Арагонського

"Tanto monta, monta tant, Isabel como Fernando" ( «Все одно, Ізабелла — те саме, що й Фердинанд») — девіз договору між подружжям, іспанськими католицькими королями Ізабеллою I Кастильською та Фердинандом II Арагонським. Протягом усього періоду їхнього спільного правління вони підтримували один одного і були рівними в правлінні відповідно до девізу. Автором девізу є Антоніо де Небриха.

## Сучасний статус

Емблема 2-ї легкої бронекавалерійської групи

Девіз "Tanto monta, monta tanto" зображений на емблемі 2-ї легкої бронекавалерійської групи "Католицькі королі", що входить до складу 2-ї бригади «Король Альфонсо XIII» Іспанського легіону Сухопутних військ Іспанії.